# Bermudes aux Jeux olympiques d'été de 2024
Les Bermudes participent aux Jeux olympiques de 2024 à Paris. Il s'agit de leur 20e participation à des Jeux olympiques d'été.
L'athlète Jah-Nhai Perinchief et la skippeuse Adriana Penruddocke sont nommés porte-drapeau de la délégation bermudienne.

## Nombre d’athlètes qualifiés par sport
Voici la liste des qualifiés et sélectionnés bermudiens par sport (remplaçants compris) :
| Sport      | Hommes | Femmes | Total |
| ---------- | ------ | ------ | ----- |
| Athlétisme | 1      | 0      | 1     |
| Aviron     | 1      | 0      | 1     |
| Natation   | 1      | 1      | 2     |
| Triathlon  | 1      | 2      | 3     |
| Voile      | 0      | 1      | 1     |
| Total      | 4      | 4      | 8     |

## Résultats

### Athlétisme
| Athlètes            | Épreuve            | Qualification | Qualification | Finale      | Finale  |
| Athlètes            | Épreuve            | Performance   | Rang          | Performance | Rang    |
| ------------------- | ------------------ | ------------- | ------------- | ----------- | ------- |
| Jah-Nhai Perinchief | Triple saut hommes | 16,23 m       | 28e           | Éliminé     | Éliminé |

### Aviron
| Athlètes           | Compétition | Série         | Série | Repêchage     | Repêchage | Quart de finale | Quart de finale | Demi-finale                   | Demi-finale | Finale                | Finale |
| Athlètes           | Compétition | Temps         | Rang  | Temps         | Rang      | Temps           | Rang            | Temps                         | Rang        | Temps                 | Rang   |
| ------------------ | ----------- | ------------- | ----- | ------------- | --------- | --------------- | --------------- | ----------------------------- | ----------- | --------------------- | ------ |
| Dara Alizadeh (en) | Skiff       | 7 min 23 s 70 | 5e    | 7 min 17 s 05 | 3e        | Non qualifié    | Non qualifié    | Demi-finale E/F 7 min 33 s 38 | 1er         | Finale E 7 min 3 s 12 | 28e    |

### Natation
| Athlète          | Épreuve          | Séries       | Séries | Demi-finales | Demi-finales | Finale   | Finale   |
| Athlète          | Épreuve          | Temps        | Rang   | Temps        | Rang         | Temps    | Rang     |
| ---------------- | ---------------- | ------------ | ------ | ------------ | ------------ | -------- | -------- |
| Jack Harvey      | 100 m dos hommes | 55 s 78      | 39e    | Éliminé      | Éliminé      | Éliminé  | Éliminé  |
| Emma Harvey (no) | 100 m dos femmes | 1 min 1 s 47 | 23e    | Éliminée     | Éliminée     | Éliminée | Éliminée |

### Triathlon
| Athlète           | Compétition | Natation (1,5 km) | Transition 1 | Vélo (40 km)   | Transition 2 | Course (10 km) | Temps           | Résultat |
| ----------------- | ----------- | ----------------- | ------------ | -------------- | ------------ | -------------- | --------------- | -------- |
| Tyler Smith (en)  | Hommes      | 21 min 39 s       | 55 s         | 54 min 16 s    | 27 s         | 34 min 42 s    | 1 h 51 min 59 s | 47e      |
| Flora Duffy       | Femmes      | 22 min 5 s        | 56 s         | 58 min 44 s    | 28 s         | 33 min 59 s    | 1 h 56 min 12 s | 5e       |
| Erica Hawley (en) | Femmes      | 24 min 5 s        | 58 s         | 1 h 0 min 37 s | 31 s         | 36 min 44 s    | 2 h 2 min 55 s  | 41e      |

### Voile
Nota : le résultat barré est le plus mauvais de l’athlète concerné. Il n’est pas pris en compte dans le total.
| Athlètes            | Compétition  | Régates | Régates | Régates | Régates | Régates | Régates | Régates | Régates | Régates | Régates | Régates     | Régates     | Régates | Total net | Classement |
| Athlètes            | Compétition  | 1       | 2       | 3       | 4       | 5       | 6       | 7       | 8       | 9       | 10      | 11          | 12          | CM      | Total net | Classement |
| ------------------- | ------------ | ------- | ------- | ------- | ------- | ------- | ------- | ------- | ------- | ------- | ------- | ----------- | ----------- | ------- | --------- | ---------- |
| Adriana Penruddocke | Laser Radial | 14      | 35      | 26      | 35      | 15      | 23      | 44      | 36      | 42      | Annulé  | Non disputé | Non disputé | EL      | 226       | 36e        |